# Jagdish Bhagwati
 (août 2020).
Si vous disposez d'ouvrages ou d'articles de référence ou si vous connaissez des sites web de qualité traitant du thème abordé ici, merci de compléter l'article en donnant les références utiles à sa vérifiabilité et en les liant à la section « Notes et références ».
Jagdish Natwarlal Bhagwati, né le 26 juillet 1934, est un économiste indo-américain, qui s'est intéressé au développement, aux nouvelles théories du commerce international et au libre-échange[réf. nécessaire].
Il a été conseiller aux Nations unies (ONU) en 2000 et à l'Organisation mondiale du commerce (OMC) en 2001[réf. nécessaire]. Il enseigne actuellement à l'université Columbia.

## Travaux
Jagdish Bhagwati a notamment mis en exergue la notion de « croissance appauvrissante » comme fruit de la dégradation des termes de l'échange, théorisé par l'économiste argentin Raul Prebisch. Celui-là s'inscrit dans le cadre du libre-échange et correspond à une diminution du pouvoir d'achat dont dispose un pays du fait de ses exportations. En conséquence, ce pays devra exporter plus pour pouvoir importer autant qu'auparavant. En cela il y a « croissance appauvrissante » ; un pays épuise plus de ressources pour importer autant car selon l'effet de cliquet, les importations d'un pays ne peuvent sensiblement pas diminuer. Il propose également l'impôt appelé impôt de Bhagwati : impôt ponctionnant les ressources de la diaspora d'un pays vers ses pays d'origine[pas clair].
Après le libre commerce des marchandises, l'intérêt de Bhagwati s'est porté sur les flux de capitaux, de main-d’œuvre, et le phénomène de la mondialisation en général. Son article très controversé contre la libéralisation des flux de capitaux transfrontières, « The Capital Myth », a été publié dans Foreign Affairs peu après la crise financière asiatique. Il souligne que le libre-échange des marchandises se distingue, au plan qualitatif, de celui des flux de capitaux pour la simple raison que ces derniers, causés parfois par des accès de « panique et de nervosité », peuvent être déstabilisateurs et coûteux[pas clair].

## Publications
- The Economics of Underdeveloped Countries, Londres, Weidenfeld and Nicolson, 1966.
- avec Padma Desai, India Planning for Industrialization : Industrialization and Trade Policies Since 1951, Londres, Oxford University Press, 1970.
- avec Thirukodikaval Nilakanta Srinivasan, Foreign Trade Regimes and Economic Development : India, New York, Columbia University Press, 1975.
- Protectionism, Cambridge, Massachusetts Institute of Technology Press, 1988.
- India in Transition : Freeing the Economy, Oxford, Clarendon Press, 1993.
- A Stream of Windows : Unsettling Reflections on Trade, Immigration, and Democracy, Cambridge, Massachusetts Institute of Technology Press,1998.
- The Wind of the Hundred Days : How Washington Mismanaged Globalization, Cambridge, Massachusetts Institute of Technology Press, 2001.
- Free Trade Today, Princeton, Princeton University Press, 2002.
- In Defense of Globalization, Oxford, Oxford University Press, 2004.
- Éloge du libre échange, Paris, D'organisation, 2005.